# Clapham (Londyn)
Clapham – dzielnica Londynu, leżąca w gminie London Borough of Lambeth. Jest wspomniana w Domesday Book (1086) jako Clopeham.